# Drogová závislost
Drogová závislost (též látková závislost, narkomanie, z řečtiny νάρκη /narkē/ – snížená citlivost, spánek, šílenství, vášeň, touha) či toxikomanie je abnormální až patologický stav vyvolaný častým užíváním drog. Závislost na drogách začíná zpravidla častým užíváním drog, které vyvolá potřebu drogy cíleně vyhledávat, ať už psychologicky či fyzicky podmíněnou. Drogová závislost vede ke snížení schopnosti přirozeně reagovat na běžné stimuly, ve vážnějších stádiích vede k narušení i základních společenských a životních činností a nakonec k selhání funkcí tělesných orgánů po jejich trvalém poškození.

## Definice
Diagnostický a statistický manuál duševních poruch (DSM-IV) definuje (všeobecněji) látkovou závislost jako:
„Látkovou závislost můžeme diagnostikovat, pokud jedinec pokračuje v užívání alkoholu nebo jiných drog nehledě na problémy spojené s užíváním této látky. Kompulzivní opakované užívání může vést k toleranci vůči účinkům drogy a k abstinenčním příznakům pokud je užívání omezeno nebo přerušeno. Toto, spolu se zneužíváním drog, je považováno za poruchy spojené se zneužíváním drog.“
Dle Světové zdravotnické organizace (WHO) je drogová závislost definována jako
psychický někdy i fyzický stav charakterizovaný změnami chování a dalšími reakcemi, které vždy zahrnují nutkání užívat drogu opakovaně (ustavičně nebo intermitentně) pro její psychické účinky a dále také proto, aby se zabránilo vzniku nepříjemných stavů vznikajících při nepřítomnosti drogy v organismu.
Látková závislost může být diagnostikována jako fyzická závislost, zjištění tolerance nebo abstinenčních komplikací, nebo bez fyziologické závislosti.
Koncept drogové závislosti má více odlišných definicí. Některé zdroje přikládají termínu „drogová závislost“ stejný význam jako má „látková závislost,“ jiné například označují termínem „drogová závislost“ jen užší okruh, který zahrnuje pouze drogy, které průkazně vyvolávají toleranci nebo abstinenční příznaky.

## Historie

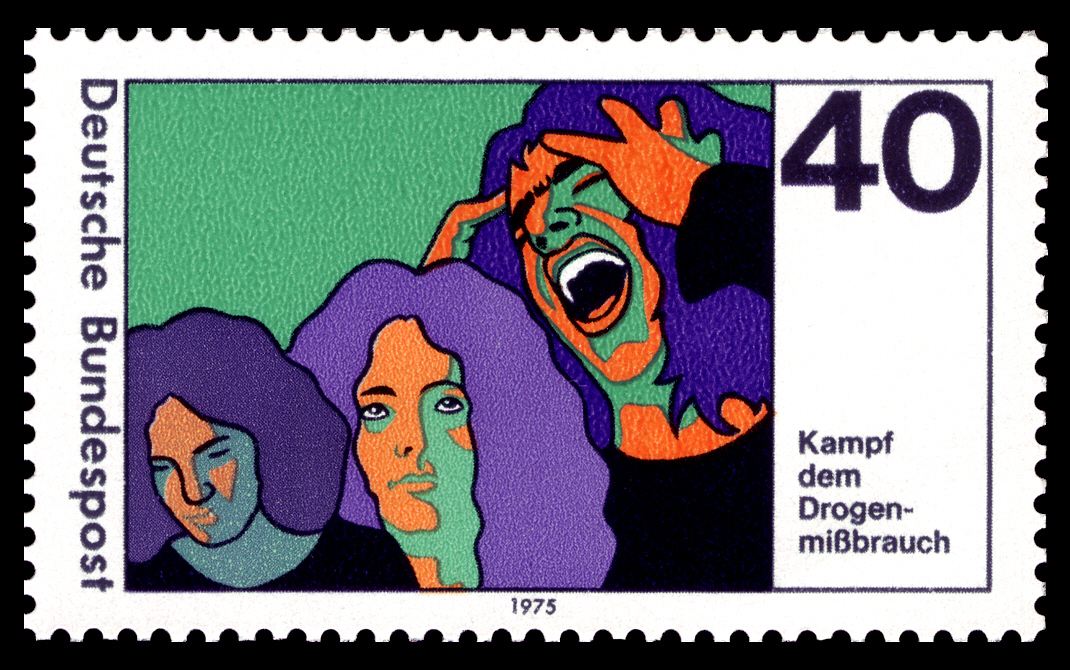
Boj proti zneužívání drog: Německá poštovní známka z roku 1975

Omamné látky jsou velmi starého původu. Také zvířata užívají drogy. Užívání psychoaktivních drog člověkem sahá do prehistorie. Již jeskynní malířství odpovídá transu a užívání drog. Dále je popsáno jejich užívání už ve starověkém Egyptě, Mezopotámii či Krétě. Každopádně, zde se spíše jednalo o rituální či lékařské použití, a proto nemůžeme jednoznačně hovořit o drogové závislosti.
K velkému využívání drog dochází až v 19. století, kdy už v Americe a Evropě je farmaceutický průmysl schopen izolovat z přírodních látek čistou drogu. Drogy byly v 19. století velice rozšířené, ale ještě pořád nemůžeme hovořit o závislosti, jednalo se spíše o rekreační používání slabých drog.
Přelom v užívání drog byl vynález injekční jehly v roce 1853. Po tomto objevu již bylo možno aplikovat drogy nitrožilně, čímž se znásobil jejich účinek.
Na přelomu 20. století již začaly vyvstávat první problémy se závislostmi a dalšími jevy provázejícími závislost na drogách. Rovněž se drogy začaly dělit na legální (alkohol, nikotin, v některých zemích i marihuana) a nelegální (kokain, heroin, morfin).
Závislostí jako nemocí se začali vědci zabývat až v 20. století a s tím souvisí i vznik různých definic závislosti na drogách (viz Definice).

### Slavné osobnosti závislé na drogách
Patří sem například Edgar Allan Poe, prokletí básníci Charles Baudelaire, Arthur Rimbaud, Paul Verlaine. Rovněž mnoho rockových a popových hvězd bylo známých svojí drogovou závislostí, například Kurt Cobain či Paul McCartney.

## Vznik závislosti

### Motiv
Častým motivem k začátku braní drog a vytváření závislosti je zvědavost. Mnoho lidí vyzkouší drogu jen proto, že chce zkusit, jaké to je. Dalším možným motivem je stres či životní problém, který daný člověk není schopen řešit jinak než útěkem. Často může být iniciátorem parta, k níž daný člověk patří a do které chce patřit i nadále, a proto se nechá k drogám „donutit“. Ovšem pro vybudování závislosti je podstatný vliv negativního prostředí.

### 1. fáze – Experimentální
V této fázi drogová závislost začíná. Daný člověk je drogou nadšen – zažívá najednou pocity, které nikdy před tím nezažíval, má najednou mnohem bohatší sny, nápady, pohled na svět. Vše mu jde lehce, nic mu nedělá starosti. V této fázi ještě není těžké utajit před okolím, že člověk bere drogu. Je to poznat jen náznakově – časté střídání nálad, euforie, laxní přístup k problémům.
Droga v této době ještě nedá najevo žádné negativní účinky, člověk tedy může být přesvědčený, že výroky o jejich škodlivosti jsou jen výmysl. Člověk také v této době ještě necítí takovou finanční zátěž, jelikož mu stačí k uspokojení malé dávky drogy. V práci nebo ve škole zatím nemá problémy, ba naopak, vlivem drogy se mu může dařit lépe – může být soustředěnější a lépe mu může fungovat paměť. Droga v této době ještě spolehlivě pomáhá „utápět“ problémy a unikat z reality do ideálního světa, kde problémy neexistují.
Přestože je v této fázi ještě relativně lehké přestat (nevytvořila se ještě fyzická závislost), většina lidí nepřestane, jelikož vnímají jen pozitiva, která jim droga přináší. V případě, že člověk v této době přestane, je u něj velmi důležitá příprava na nejrůznější těžké situace, které jej později v životě čekají.

#### Závislostní potenciál drogy
| Droga          | Závislost (průměr) | Potěšení | Psychická závislost | Fyzická závislost |
| -------------- | ------------------ | -------- | ------------------- | ----------------- |
| Heroin         | 3,00               | 3,0      | 3,0                 | 3,0               |
| Pervitin       | 2,00               | 3,0      | 3,0                 | 0,0               |
| Kokain         | 2,39               | 3,0      | 2,8                 | 1,3               |
| Tabák          | 2,21               | 2,3      | 2,6                 | 1,8               |
| Barbituráty    | 2,01               | 2,0      | 2,2                 | 1,8               |
| Alkohol        | 1,93               | 2,3      | 1,9                 | 1,6               |
| Benzodiazepiny | 1,83               | 1,7      | 2,1                 | 1,8               |
| Amfetamin      | 1,67               | 2,0      | 1,9                 | 1,1               |
| Konopí         | 1,51               | 3,0      | 1,7                 | 0,8               |
| Crack          | 2,67               | 3,0      | 3,0                 | 1,3               |
| LSD            | 1,83               | 2,2      | 1,1                 | 0,0               |
| Extáze         | 1,00               | 1,5      | 1,2                 | 0,0               |
| Lysohlávky     | 0,65               | 2,0      | 1,0                 | 0,0               |
| DMT            | 1,55               | 3,0      | 0,8                 | 0,0               |

### 2. fáze – Sociální užívání
Této fázi se také někdy říká „víkendové braní“. V této fázi se již začíná projevovat závislost a droga už začíná být zdrojem problémů. Droga se už musí brát pravidelněji, ve větších dávkách. Daný člověk si však ještě myslí, že má braní drogy pod kontrolou, a že s ním může kdykoliv přestat. Droze se v této fázi začíná přizpůsobovat denní cyklus, a rovněž přátelé (člověk, který bere drogu, si už nemá co říct se svými bývalými přáteli a hledá si nové mezi narkomany).
Velkým problémem v tomto období se stává škola či zaměstnání. Člověk již začíná být drogou otupován a zhoršují se jeho schopnosti přemýšlet a pamatovat si. Proto se snižují jeho pracovní či studijní výkony. Rovněž může mít problémy s tím, že do školy či zaměstnání chodí pod vlivem drogy a jeho reakce se mohou ostatním zdát divné. V této fázi člověk má problém se zvyšující se absencí ve škole či zaměstnání, a proto je donucen často lhát nebo se vymlouvat, vymýšlet si.
Množí se rovněž konflikty s okolím – s rodinou (časté pozdní příchody domů), s učiteli (nevyspalost, nepřipravenost či naprostý nezájem), se spolupracovníky a přáteli (ztráta společné řeči, zájmů, koníčků).
Člověk v této fázi často hledá pomoc u osoby, která je mu blízká nebo jí důvěřuje, ale většinou neřeší problém se závislostí, ale problém s tím, jak nemít spory s rodiči, sourozenci, partnerem/partnerkou, učiteli.
Rovněž přichází v této fázi určité zdravotní problémy, často se jedná o: nespavost, nechuť k jídlu, bolesti hlavy, agresivita, bolest celého těla, deprese či stres.

### 3. fáze – Každodenní užívání
V této fázi již člověk ztrácí kontrolu nad drogou a svojí závislostí. Celý jeho život se začíná točit kolem drogy, myslí jen na to, kdy si dá příští dávku. Vše se podřizuje droze – denní režim, morální hodnoty, zaměstnání, přátelé. V tomto období se často dostavují už i finanční problémy, protože se často už na závislost přijde a člověk je vyhozen ze školy či zaměstnání. Získávání peněz na drogy je v tomto období různé – jedinec se často uchyluje ke krádežím, podvodům či prostituci.
Veškeré problémy je schopný člověk v této fázi řešit už jedině drogou, čímž se dostává do hlubších a hlubších problémů, které často vedou až k vyloučení jedince z rodiny, zaměstnání, školy, kruhu přátel na okraj společnosti.
I v této fázi se ještě mnoho lidí snaží přestat, ale sami již toho nejsou schopni, protože už si vytvořili fyzickou závislost. Návrat k normálnímu životu z této fáze je již velmi náročný, člověk má už úplně jiný žebříček hodnot, přátele, jeho rodina ho už často zavrhla a jeho závislost k droze je již velmi silná.

### 4. fáze – Užívání k dosažení normálu
Toto je poslední fáze závislosti a často končí smrtí předávkováním čí naprostým selháním organismu. Droga již uživateli v této fázi nic nepřináší, je pro něj jen úlevou od fyzické i psychické bolesti. Dávky již jsou pro tělo téměř na hranici snesitelnosti, jsou však také jedinou věcí, která je schopna ho udržet při životě.
Veškerý život a myšlení jedince se v této fázi točí kolem užívání drogy a jejího získání. Právě se získáváním bývá velký problém, jelikož člověk je již velmi vyčerpaný a rovněž jeho pobyt v bídných sociálních podmínkách se na něm začíná promítat (vychrtlé a neudržované tělo, roztrhané oblečení, na kůži stopy od vpichů). Člověk se neštítí udělat cokoliv pro získání drogy – krádež, prostituce, ale klidně i vražda. To všechno dělá proto, že jej k tomu nutí droga, on sám často nechce.
Jedinec si ještě pamatuje, jak příjemná byla aplikace drogy v 1. fázi a snaží se o navození stejného stavu, ale marně. V případě, že drogu nedostane, nastává tzv. abstinenční syndrom, jinak také nazývaný absťák, který se projevuje různě, v závislosti na používané droze. Jde například o zimnici, bolest celého těla, agresivita, stres, deprese, absolutní vyčerpání, halucinace a další.
Typický je taky pocit viny po použití drogy, člověk to řeší v této fázi tak, že si musí dát další dávku, aby zapomněl na pocit viny.
Z této fáze již téměř není možné, aby se člověk vymanil vlastní vůlí, je jednoznačně nutná pomoc zvenčí.

### Po vyléčení závislosti
I toto by šlo označit jako fázi závislosti, protože i po vyléčení závislost přetrvává a může se snadno probudit (recidiva), například životní krizí či pouhou chutí zkusit to znova.

## Příznaky předávkování jednotlivými drogami
- Opiáty (morfin, heroin, braun, ...): působí tlumivě zvláště v kombinaci s alkoholem, následně po usínání až bezvědomí hrozí kóma, zástava dechu a krevního oběhu.
- Stimulační drogy (pervitin, kokain, ...): občasné výpadky zraku, které vedou k úzkosti a nepředvídatelným reakcím ze strachu, chaotické bezúčelné chování, stavy krátkodobého bezvědomí.
- Halucinogenní drogy (LSD, psilocin, psilocybin, ...): situace je srovnatelná s náhlým vznikem závažného duševního onemocnění (např. schizofrenie). Vlastní předávkování může probíhat různě; často jde o pocit pronásledování, zrakové či sluchové halucinace a mylné představy o realitě. Podle svých přesvědčení postižený také jedná – může volit např. útěk, ale i aktivní obranu nebo útok na někoho jiného.[13]

## Celkové shrnutí některých drog
| Droga          | Psychická závislost | Fyzická závislost | Toxicita  | Společenská nebezpečnost | Legální v ČR         |
| -------------- | ------------------- | ----------------- | --------- | ------------------------ | -------------------- |
| Cannabis       | Střední             | Žádná             | Ne        | Spíše ne                 | Na předpis           |
| Halucinogeny   | Žádná               | Žádná             | Ne        | Spíše ne                 | Ne                   |
| Amfetaminy     | Vysoká              | Žádná             | Spíše ano | Nízká                    | Na předpis           |
| Pervitin       | Vysoká              | Žádná             | Ano       | Ano                      | Ne                   |
| Kokain/Crack   | Vysoká              | Žádná             | Ano       | Spíše ano                | Ne                   |
| Opium          | Střední             | Střední           | Spíše ne  | Spíše ne                 | Pro lékařské použití |
| Heroin         | Vysoká              | Vysoká            | Ano       | Ano                      | Ne                   |
| Barbituráty    | Vysoká              | Vysoká            | Ano       | Spíše ano                | Ne                   |
| Benzodiazepiny | Vysoká              | Vysoká            | Spíše ne  | Spíše ano                | Na předpis           |
| Tabák          | Vysoká              | Střední           | Spíše ne  | Ne                       | Ano                  |
| Alkohol        | Vysoká              | Vysoká            | Ano       | Ano                      | Ano                  |
| Rozpouštědla   | Střední až vysoká   | Možná             | Ano       | Ano                      | Ano                  |
| MDMA           | Žádná               | Žádná             | Spíše ano | Spíše ne                 | Ne                   |
| Ketamin        | Střední             | Možná             | Spíše ano | Spíše ne                 | Pro lékařské použití |

## Důsledky drogové závislosti
Je velký rozdíl mezi důsledky a příznaky. Příznaky následují v řádech minut po použití drogy, jsou to například euforie, extrémní výdrž, halucinace a další. Důsledky jsou však spíše následky a projeví zhruba až od 2. fáze drogové závislosti. Jsou to většinou negativní dopady na zdraví, rodinu, přátele, práci, ekonomickou situaci jedince, který se stal drogově závislý.

### Zdravotní
U zdravotních důsledků musíme rozlišovat mezi abstinenčními příznaky a vlivem užívání drog na náš organizmus. Zdravotní následky braní drog se projeví až relativně pozdě, většinou od 3. nebo 4. fáze drogové závislosti. Patří mezi ně: nespavost, nechuť k jídlu, poruchy ledvin, jater či mozku, poruchy vidění a sluchu, vyčerpanost, zhoršení paměti a reflexů, špatná orientace, strach, různé fobie a mnohé další.
K nepřímým zdravotním důsledkům patří i nemoci, způsobené nečistým nebo již použitým injekčním materiálem, tedy například: otrava krve, sexuálně přenosné nemoci, velmi častá je mezi narkomany žloutenka, a další nemoci, které se přenášejí krví. O prevenci tohoto problému se starají některé humanitní organizace (například Drop In) tak, že narkomanům zdarma nabízí na veřejným místech výměnu injekčního materiálu za sterilní.

### Sociální
Lidé s drogovou závislostí velmi často ztratí zájem o své kamarády, protože zážitek z drogy je natolik silný, že už si s lidmi, kteří jej nepoznali, nemají co říct. Rovněž se naprosto začínají rozcházet jejich zájmy – u narkomana se prohlubuje zájem o drogu a vše ostatní upadá, kdežto jeho okolí žije dál. Časté jsou ale i případy, kdy se celá parta dá na zkoušení drog, které později přejde v závislost. V tomto případě jejich „přátelství“ zůstává, ale jakmile někdo z dané party začne bojovat s drogovou závislostí, partu většinou opouští.

### Rodinné
Důsledky drogové závislosti mají často v rodinách velmi negativní důsledky. Rodina se totiž jedince v průběhu závislosti často zřekne, a není pak již ani po vyléčení navázán normální vztah. Častým zdrojem problémů v průběhu závislosti bývají pozdní příchody domů, ztrácení peněz, časté lži a podvody, zhoršení vzhledu.

### Finanční
V průběhu závislosti bývá často jedinec vyhozen z práce, a také ceny drog jsou na černých trzích značně vysoké, a proto se často potýkají s finančními problémy. V počátcích je často řeší půjčkami od známých, později už se dopouští i podvodů a krádeží.

## Léčba
Cílem léčby je pokud možno úplné odstranění závislosti. Tohoto se však nedá dosáhnout najednou, léčba musí probíhat postupně, protože při příliš rychlém vysazení drogy by mohly vzniknout zdravotní komplikace (v případě, že už se vytvořila fyzická závislost) anebo by se celá léčba mohla minout účinkem. Často pomůže vyléčení z drogové závislosti také víra, která ale musí být natolik silná, aby dovedla vytlačit drogu. Celá léčba je velice komplexní proces – jedinec, který má vytvořenou drogovou závislost není postižen jen fyzicky, ale i psychicky a je naprosto vytržen se svého dosavadního sociálního postavení. Velice často je psychologická léčba kombinována s farmakologickou léčbou.

### Psychologická léčba
Tato metoda je založená na práci s psychologem či psychiatrem, účast v terapeutické skupině a psychoterapii. Samozřejmě, metody lze kombinovat. Psychoterapie naučí pacienta zvládat těžké nebo krizové situace bez drog. Rovněž pacientovi pomáhá zapojit se opět do společenského života; s tímto však bývají často problémy – stará skupina přátel již jedince, který prošel drogovou závislostí nechce přijmout zpět. Proto je často nutné nalézt novou sociální skupinu.
Při léčbě se postupně snižují dávky drogy až na naprosté minimum (viz například nikotinové náplasti). Toto pomáhá tělu, aby si postupně na drogy odvyklo a přešlo opět do normálního režimu fungování. Někdy se také při léčbě používá tzv. substituční metoda, kdy droga je nahrazena drogou jinou, slabší.
Další důležitou složkou je odstranění rituálu – například nahrazení cigarety nikotinovou náplastí či žvýkačkou. S rituálem souvisí i například prostředí nebo parta, které je rovněž nutno nahradit něčím novým, co už se pacientovi s drogou nepojí.

### Farmakologická léčba
Nejčastější obecné farmakologické postupy jsou tyto:
1. Detoxifikace: Pomalé snižování dávek tak, aby nedošlo k abstinenčním příznakům („absťák“)
2. Substituce: Nahrazení návykové látky takovou látkou, která je méně škodlivá, ale zároveň se nedostaví abstinenční příznaky. Dávky této látky rovněž zmenšovat do doby nakonec vysadit úplně.
3. Prevence lapsů: Používání takových látek, které sníží žádostivost dané drogy. Uplatňuje se několik metod:

- - Látky snižující pozitivní účinek drogy (antagonista dané drogy). U pacienta již poté po použití drogy nenastává příjemný pocit, na který je zvyklý. Tímto se zmenší jeho touha po droze.
  - Látky obracející účinek drogy na negativní. Pro pacienta pak již není droga požitkem, nýbrž „trestem“ a vytvoří si k ní odpor. Tato metoda se již však dnes příliš nevyužívá a dává se přednost látkám, které snižují nebo tlumí abstinenční problémy.
  - Látky snižující touhu po droze (anti-cravingové látky).
  - Antidepresiva, látky snižující úzkost.

## Situace v České republice

Počet závislých lidí na 100,000 obyvatel v roce 2002.

Drogy a s nimi související závislost zažily největší rozvoj po Sametové revoluci, kdy se otevřel ilegální trh s drogami v České republice.
Statistika z roku 1995:
V roce 1995 odhadla Hygienická služba v ČR počet osob závislých na drogách přibližně na 200 tisíc. Nejčastěji volenou drogou byl pervitin (35,3 %), následoval heroin (12,9 %), marihuana (9,4 %) a organická rozpouštědla (8,1 %). Téměř 37 % nových uživatelů bylo ve věku 15-19 let.
Statistika z roku 2008:
V roce 2008 bylo léčeno v ambulantních zdravotnických zařízeních 42 612 uživatelů návykových látek a proti předchozímu roku jejich počet vzrostl o 1 %. Celkem bylo hospitalizováno 60 276 případů se základní nebo vedlejší diagnózou F10–F19 ve všech lůžkových zařízeních ČR. Z toho bylo v psychiatrických léčebnách a psychiatrických odděleních nemocnic zaznamenáno celkem 14 228 hospitalizací se základní diagnózou F10–F19 a jejich počet klesl o 2,2 %. Dalších 6 970 hospitalizací se základní diagnózou F10–F19 bylo zaznamenáno na ostatních odděleních nemocnic a 39 078 hospitalizací bylo s vedlejší diagnózou F10–F19. Během sledovaného roku absolvovalo substituční terapii 1 375 osob. Proti roku 2008 stoupl počet substituentů o 29 %.

### Substituční terapie
Pro lidi závislé na opioidech (heroin, morfin, kodein, oxykodon, hydrokodon, fentanyl apod.), kteří z nějakého důvodu nemohou/nechtějí vyabstinovat, existuje v České republice možnost substituční terapie – při ní psychiatr předepisuje pacientovi léky obsahující opioidy a dotyčný bere tyto léky místo pouličních drog. Díky nim mu nehrozí abstinenční syndrom a může normálně fungovat v každodenním životě, aniž by si dělal starosti se sháněním dalších dávek. V Česku se při substituční terapii používají dvě látky: buprenorfin (někdy v kombinaci s naloxonem) a metadon.
Pro lidi závislé na stimulantech (pervitin, amfetamin, methylfenidát, fenmetrazin apod.) zatím substituční léčba ve smyslu nahrazení pouliční drogy jinou látkou neexistuje.